# Àstrid Bergès-Frisbey
Àstrid Bergès-Frisbey (Barcelona, 26 de maio de 1986) é uma atriz espanhola.

## Filmografia
| Ano  | Título                                      | Papel                 | Notas       |
| ---- | ------------------------------------------- | --------------------- | ----------- |
| 2007 | Sur le fil                                  | Marie Sertissian      | 3 Episódios |
| 2007 | Divine Émilie                               | Marquise de Boufflers |             |
| 2008 | Elles et moi                                | Young Isabel          |             |
| 2008 | Equus                                       | Jill Mason            |             |
| 2008 | The Sea Wall                                | Suzanne               | Filme       |
| 2009 | La première étoile                          | Juliette              | Filme       |
| 2009 | Extase                                      | Jeanne                |             |
| 2009 | La reine morte                              | The infanta           | Filme       |
| 2010 | Bruc. El desafío                            | Gloria                | Filme       |
| 2011 | La fille du puisatier                       | Patricia Amoretti     | Filme       |
| 2011 | Pirates of the Caribbean: On Stranger Tides | Syrena                | Filme       |
| 2012 | El sexo de los ángeles                      | Carla                 | Filme       |
| 2013 | Juliette                                    | Juliette Karsenty     |             |
| 2014 | I Origins                                   | Sofi                  | Filme       |
| 2015 | Alaska                                      | Nadine                |             |
| 2017 | King Arthur: Legend of the Sword            | The Mage              | Filme       |
| 2021 | Bank robbery Spain                          | Lorraine              | Filme       |